# Universitat de Wake Forest
La Universitat de Wake Forest (en anglès: Wake Forest University) és una universitat privada situada a Winston-Salem, Carolina del Nord (Estats Units d'Amèrica). El seu nom és degut al fet que anteriorment, fins a 1956, estava situada a Wake Forest.

## Història
Es va fundar després que la convenció estatal de Carolina del Nord de les Esglésies baptistes comprés en 1834 una finca de 600 acres (2.4 km²) en el comtat de Wake per situar un centre d'ensenyament que formés tant als ministres baptistes com als laics. Es va denominar Wake Forest Manual Labor Institute, i en 1838 es va canviar de nom a Wake Forest College. Després de cobrar auge els estudis de postgrau, la institució va adoptar la seva denominació actual de Wake Forest University el 1967. El 1986 la universitat va guanyar l'autonomia de la convenció d'Esglésies baptistes, encara que manté una estreta relació amb ella.

## Esports
Wake Forest competeix en l'Atlantic Coast Conference de la Primera Divisió de la NCAA.